# Lőrincze Lajos-díj
A Lőrincze Lajos-díjat az Anyanyelvápolók Szövetsége  alapította "a magyar nyelv művelése érdekében határainkon belül vagy kívül kifejtett kiemelkedő tevékenység elismerésére és jutalmazására". Az alkalmanként életre hívott előkészítő bizottság javaslatai alapján a Szép Magyar Nyelvért Alapítvány kuratóriuma évente egyszer ítéli oda a díjat.
A díjat első alkalommal 1993-ban adták át.

## Emlékplakett
A díjhoz járó  emlékplakett Domokos Béla szobrászművész alkotása.

## Díjazottak
- Bencédy József főiskolai tanár (1993) [1]
- Graf Rezső (1993)
- Szende Aladár főiskolai tanár (1993)
- Kovalovszky Miklós tanár (1994)
- Ágoston Mihály (1994)
- Péntek János nyelvész, néprajzkutató, egyetemi tanár (1995)
- Bachát lászló főiskolai tanár (1995)
- Fábián Pál nyelvész (1996)
- Jakab István nyelvész (1996)
- Rónai Béla nyelvész, főiskolai tanár (1997)
- Szathmári István nyelvész, egyetemi tanár (1997)
- Pásztor Emil nyelvész, főiskolai tanár (1998)
- Szűts László nyelvész (1998)
- Kemény Gábor nyelvész (1999)
- Kováts Dániel tanár (1999)
- Benkő Loránd nyelvész, egyetemi tanár (2000) [2]
- Sebestyén Árpád ny. egyetemi tanár (2000)
- Balázs Géza nyelvész, egyetemi docens (2001) [3]
- Wacha Imre nyelvész, főiskolai docens (2001)
- Murádin László nyelvész (2002) [4]
- Zimányi Árpád főiskolai tanár (2002)
- Adamikné Jászó Anna főiskolai tanár (2003) [5]
- Minya Károly főiskolai tanár (2003)
- Büky László nyelvész, egyetemi tanár (2004) [6]
- Keszler Borbála nyelvész, egyetemi tanár (2004)
- Dóra Zoltán általános iskolai tanár (2005) [7]
- Holczer József pap, középiskolai tanár (2005)
- Heltainé dr. Nagy Erzsébet nyelvész, egyetemi docens (2006) [8]
- Pusztai Ferenc nyelvész, egyetemi docens (2006)
- Fábiánné dr. Szenczi Ibolya középiskolai tanár (2007)[9]
- Vargáné dr. Raisz Rózsa főiskolai tanár (2007)
- Antalné Szabó Ágnes nyelvész, egyetemi docens (2008) [10]
- Kiss Gábor nyelvész (2008)
- Bozsik Gabriella nyelvész, főiskolai tanár (2009) [11]
- Nagy L. János nyelvész, egyetemi tanár (2009)
- Benyhe János műfordító, irodalomtörténész (2010) [12]
- Elekfi László nyelvész (2010)
- Éder Zoltán nyelvész, irodalomtörténész (2011) [13]
- Pomogáts Béla nyelvész, irodalomtörténész (2011)
- Dr. Fekete László nyelvész (2012) [14]
- Kerekes Barnabás középiskolai tanár (2012)
- Bősze Péter onkológus, nőgyógyász, a Magyar Orvosi Nyelv c. folyóirat alapítója, főszerkesztője (2013) [15]
- Koltói Ádám nyelvész, egyetemi docens (2014) [16]
- Raátz Judit nyelvész, főiskolai docens (2014)
- Tóth Etelka nyelvész, egyetemi docens (2015)[17]
- Pomozi Péter nyelvész, egyetemi docens (2016)[18]
- Pusztay János nyelvész, egyetemi tanár (2016)
- H. Varga Gyula kommunikációkutató (2017) [19]
- H. Tóth Tibor nyelvész (2018) [20]
- Láng Miklós közgazdász (2019) [21]
- Bárdosi Vilmos nyelvészprofesszor (2020) [22]
- Lengyel Klára nyelvész, egyetemi docens nyelvész (2021) [23]
- Korzenszky Richárd emeritus perjel, Tihany (2022)[24]